# José Maria de Alencastro
José Maria de Alencastro ( — ), foi um político brasileiro.
Foi presidente da província de Mato Grosso, nomeado por carta imperial de 24 de março de 1881, de 31 de maio de 1881 a 10 de março de 1883.